# Milica Pejanović-Đurišić

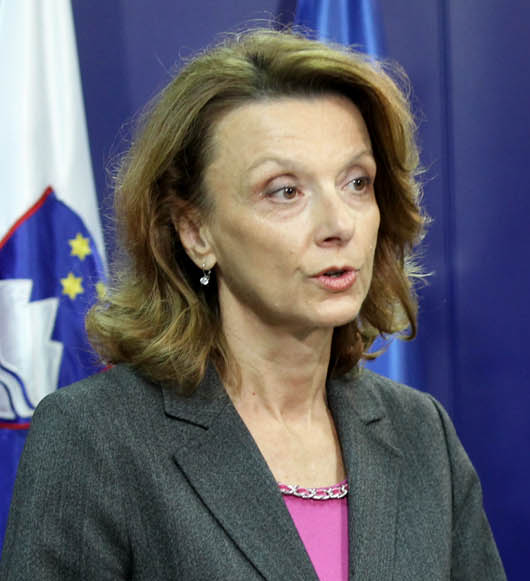
Milica Pejanović-Đurišić (2015)

Milica Pejanović-Đurišić (* 27. April 1959) serbisch-kyrillisch Милица Пејановић-Ђуришић ist eine montenegrinische Politikerin.
Pejanović-Đurišić war Abgeordnete im Parlament von Montenegro von 1992 bis 2001. In den 2000er-Jahren war sie Botschafterin von Serbien und Montenegro bzw. von Montenegro in verschiedenen Staaten und bei der UNESCO. Von März 2012 bis November 2016 war sie montenegrinische Verteidigungsministerin.
Von 2018 bis 2021 war Pejanović-Đurišić ständige Vertreterin ihres Landes bei den Vereinten Nationen.
Milica Pejanović-Đurišić ist Professorin für Fernmeldewesen an der Universität Montenegro. Schwerpunkte ihrer Tätigkeit liegen bei drahtlosen Übertragungsverfahren, 5G-Netzen und drahtlosen Internet der Dinge.